# The Castle Tour
The Castle Tour är en svensk TV-film från 1986, regisserad av Claes Eriksson och Lars Gustavsson med Galenskaparna och After Shave. 

## Handling
Ett gäng turister visas runt på Tjolöholms slott av en guide (Peter Rangmar) som pratar en oförståelig, hemmagjord engelska.

## Rollista
- Peter Rangmar - Guiden på slottet
- Jan Rippe - Turist med godispåse
- Kerstin Granlund - Turist
- Per Fritzell - Raggande turist med intresse för kvinnan (Kerstin Granlund)
- Anders Eriksson - Turisten med överlevnadsutrustning
- Claes Eriksson - Turist med en kamera
- Knut Agnred - Turist tillsammans med sin son (Erik Wingquist)
- Erik Wingquist - ung grabb
- Marianne Östlund - städerska
- Barbro Appelgren - städerska